# بالابيو
بالابيو ( باللغة اللمبردية : Balàbi ) هي كومونا ( بلدية ) في مقاطعة ليكو في منطقة لومباردي الإيطالية وتقع حوالي 50 كيلومتر (31 ميل) شمال شرق ميلانو وحوالي 6 كيلومتر (3.7 ميل) شمال ليكو في فالساسينا .
قديماً كانت مركزًا لإنتاج الجبن و تضم المنطقة بعض العلامات التجارية مثل قالباني ولاكتاليس .

## روابط خارجية
- الموقع الرسمي